# Deutschfeistritz
Deutschfeistritz je městys v okrese Štýrský Hradec-okolí v rakouské spolkové zemi Štýrsko.
Leží v severní části okresu na řece Muře.

## Geografie

### Geografická poloha
Deutschfeistritz leží asi 15 km severně od zemského hlavního města Štýrského Hradce v ústí Übelbachu do řeky Mur. Je domněnka, že se místo jmenuje podle řeky Feistritz. Městys je od sousední obce Peggau oddělený jen řekou.

### Členění obce
Městys sestává z katastrálních území
- Deutschfeistritz (hlavní obec)
- Kleinstübing
- Königgraben
- Prenning
- Stübinggraben
- Waldstein
- Zitoll

### Sousední obce
Obec sousedí s obcemi (od severu ve směru hodinových ručiček):
- Frohnleiten na severu
- Peggau severovýchodně
- Peggau východně
- Gratkorn jihovýchodně
- Eisbach na jihu
- Großstübing západně
- Übelbach severozápadně

## Historie
V Deutschfeistritzu je důlní závod na těžbu zejména olova a zinku. Rok 1765 byl úspěšným rokem při těžbě 116 kg stříbra, asi 22 tun olova a asi 104 tun „olovnatého glejtu“. Hornická činnost byla zastavena na počátku 20. století.

### Vývoj počtu obyvatel
- 1869 2335
- 1880 2420
- 1890 2888
- 1900 2676
- 1910 2736
- 1923 3033
- 1934 3224
- 1939 3163
- 1951 3527
- 1961 3427
- 1971 3822
- 1981 3718
- 1991 3745
- 2001 3843

## Kultura a pamětihodnosti
- Výroba kos (dnes muzeum) – v roce 1849 zde pan Johann Pachernegg zahájil výrobu kos, které se vyráběly až do roku 1984. V době rozkvětu se ročně vyrobilo 60 000 kos. Šest velkých vodních kol pohánělo buchary. Kulturní spolek "Výroba kos v Deutschfeistritzu" revitalizoval tento zvláštní průmyslový památník.
- Gotický kostel a Svatá hora – církevní symbol Deutschfeistritzu, na 100 metrů vysokém kopci poblíž tržiště. Vedle neobyčejného výhledu nad zelenou krajinou se zástavbou domů v krajině. Svatá hora nabízí také četné sportovní možnosti, jako např. Nordic Walking, procházky, sáňkařskou dráhu v zimě, využívanou hlavně dětmi. Svatá hora je využívána jako pastvina pro chov ovcí, resp. chov kozí místního faráře.
- Rakouský skanzen v Kleinstübingu.
- Zámek Stübing (dnes součástí SOS vesniček).
- Zámek a hrad Waldstein ve Waldsteinu.
- Zámek Thinnfeld

## Hospodářství a infrastruktura

### Doprava

#### Silnice
Deutschfeistritz leží na „Pyhrnské dálnici (A9)“ a na „Bruckerské rychlostní silnici (S 35)“. Nejbližší připojené je v uzlu Peggau-Deutschfeistritz (165), 3 km vzdáleném. Pyhrnská dálnice je také dosažitelná v Übelbachu (157) vzdáleném 7 km. „Grazerská silnice (B 67)“, je souběžná s Pyhrnskou dálnicí přímo do Štýrského Hradce a je dosažitelná také na křižovatce Peggau-Deutschfeistritz.

#### Železnice
Deutschfeistritz má zastávku na místní dráze Peggau-Übelbach, provozované Štýrskou zemskou dráhou. Místní části Zitoll, čtvrtí Prenning, Prenning, Waldstein a Himberg mají také své zastávky.
Železniční stanice Peggau-Deutschfeistritz na Jižní dráze s hodinovými intervaly rychlodráhy (S1) se nachází v sousední obci Peggau asi 1 kilometr vzdálené. V obecní části Kleinstübing má také svou železniční stanici.

#### Letecká doprava
Letiště Štýrský Hradec je vzdálené asi 30 kilometrů.

## Politika

### Obecní zastupitelstvo
Obecní zastupitelstvo má 19 křesel a podle posledních voleb v roce 2010 jsou podle získaných mandátů křesla rozdělena takto
- ÖVP 12
- SPÖ 7
- FPÖ 2

### Starosta
Starostou je od roku 1995 Ing. Hubert Platzer (ÖVP). 1. zástupce je Friedrich Hiebler (ÖVP) a 2. zástupkyní starosty je Sylvia Rinner (SPÖ).

## Osobnosti

### Čestní občané
- Zemský rada a.D. Hans Bammer

### Významní rodáci
- Peter Tunner (1809–1897) – metalurgický odborník a politik
- Victor Franz Hess (1883–1964) – fyzik a nositel Nobelovy ceny
- Ernst Fischer (1899–1972) – rakouský spisovatel a politik (ministr školství), zemřel v Deutschfeistritzu